# Église Sainte-Anne d'Oud-Heverlee
L'église Sainte-Anne est une église de style roman et classique située sur le territoire de la commune belge d'Oud-Heverlee, dans la province du Brabant flamand.

## Historique
L'église Sainte-Anne d'Oud-Heverlee a été édifiée au XIe siècle et modifiée aux XVIIIe et XIXe siècles,.
De l'église romane du XIe siècle ne subsiste que la tour. L'église était initialement orientée dans l'autre sens, l'abside étant alors orientée vers l'est et située à l'emplacement du portail actuel. La tour surmontait à l'époque la travée de chœur.  
En 1758, la nef romane est remplacée par une nouvelle nef de style classique flanquée de deux collatéraux.
En 1823, l'ancien chœur, situé à l'est, est détruit et remplacé par un nouveau chœur dirigé vers l'ouest,.

## Classement
La tour romane est classée comme monument historique depuis le 25 mars 1938 et figure à l'inventaire du patrimoine immobilier de la Région flamande sous la référence 42665.

## Architecture

### Architecture extérieure

#### La tour
La tour romane surmontait jadis la travée de chœur, à l'époque où le chœur se trouvait à l'est, mais elle est maintenant intégrée à la façade avant.
Édifiée en moellons de grès assemblés en appareil irrégulier, elle est percée au rez-de-chaussée d'un portail d'esprit baroque de la première moitié du XVIIIe siècle. Ce portail en pierre bleue est composé de deux piédroits dont les impostes en saillie portent un arc en plein cintre frappé de deux claveaux et d'une clé passante, sous un larmier également fait de pierre bleue.
Le portail est surmonté d'une fenêtre à arc surbaissé au-dessus de laquelle on aperçoit les traces de l'arcade de l'ancien chœur roman.
Plus haut, la tour est percée de deux meurtrières superposées.
Le dernier niveau, fait de moellons plus foncés en grès ferrugineux, est percé sur chaque face de baies campanaires cintrées géminées et agrémenté de grandes ancres de façade en forme de Y.
La tour est coiffée d'une flèche pyramidale à couverture d'ardoises.

La tour
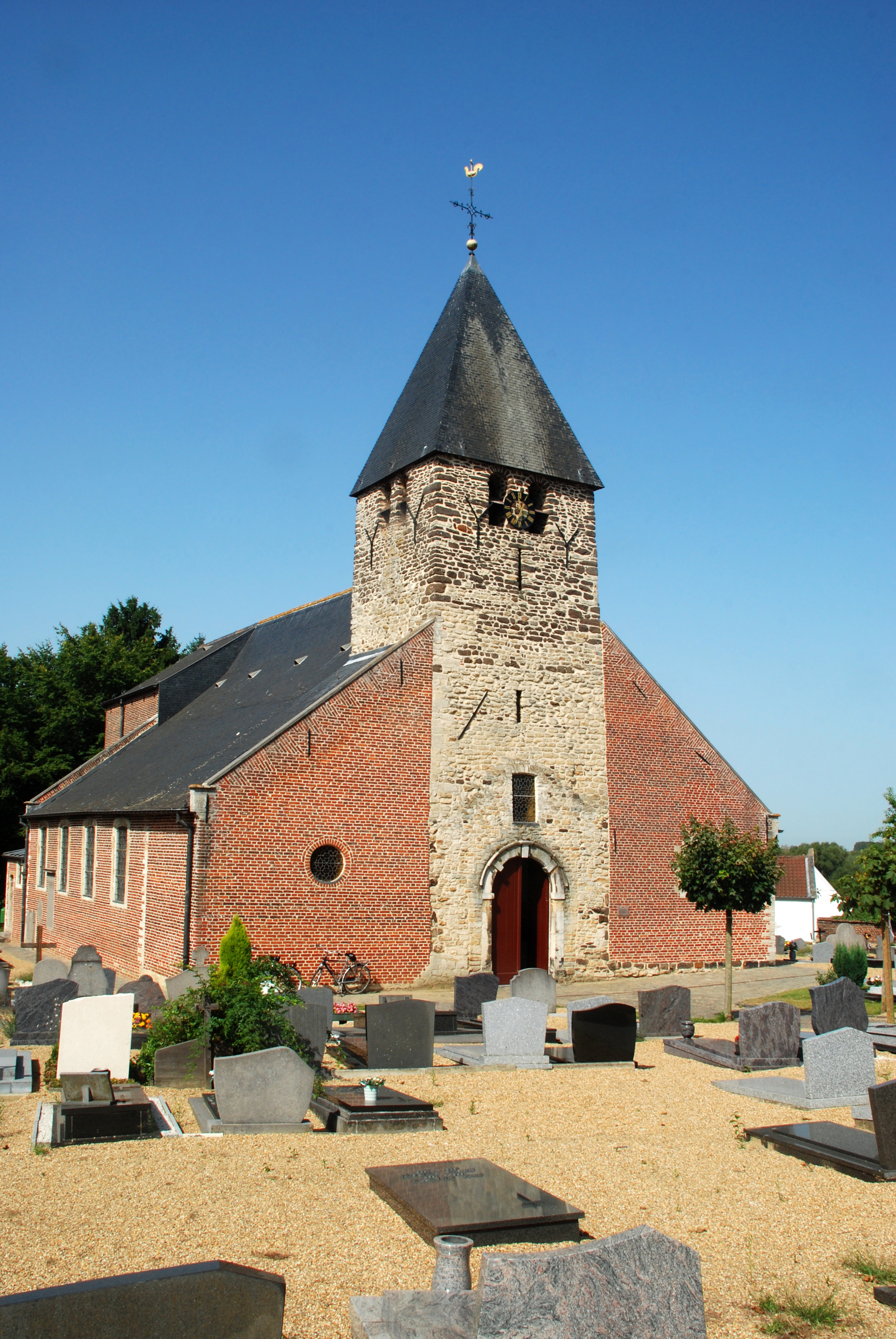
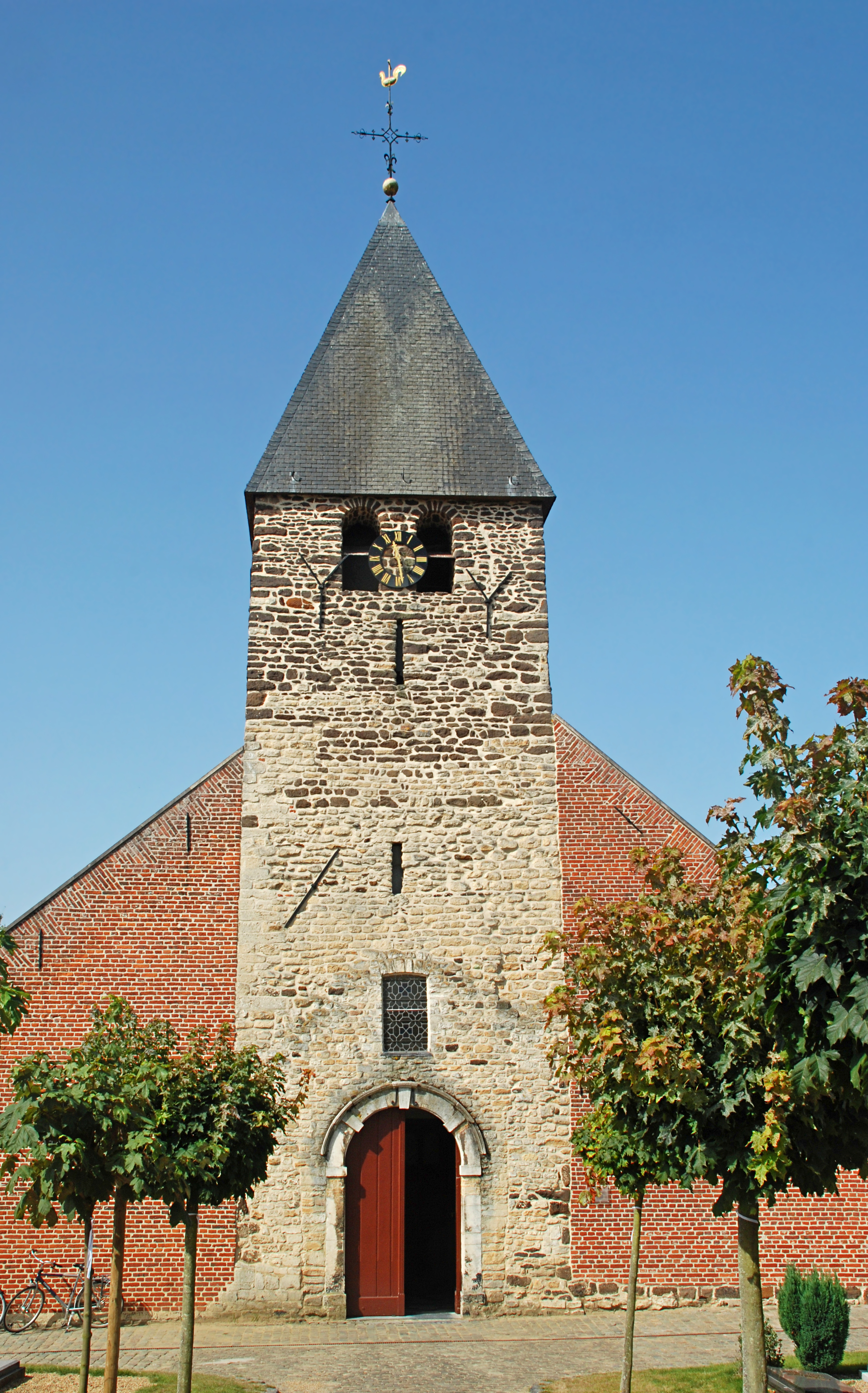
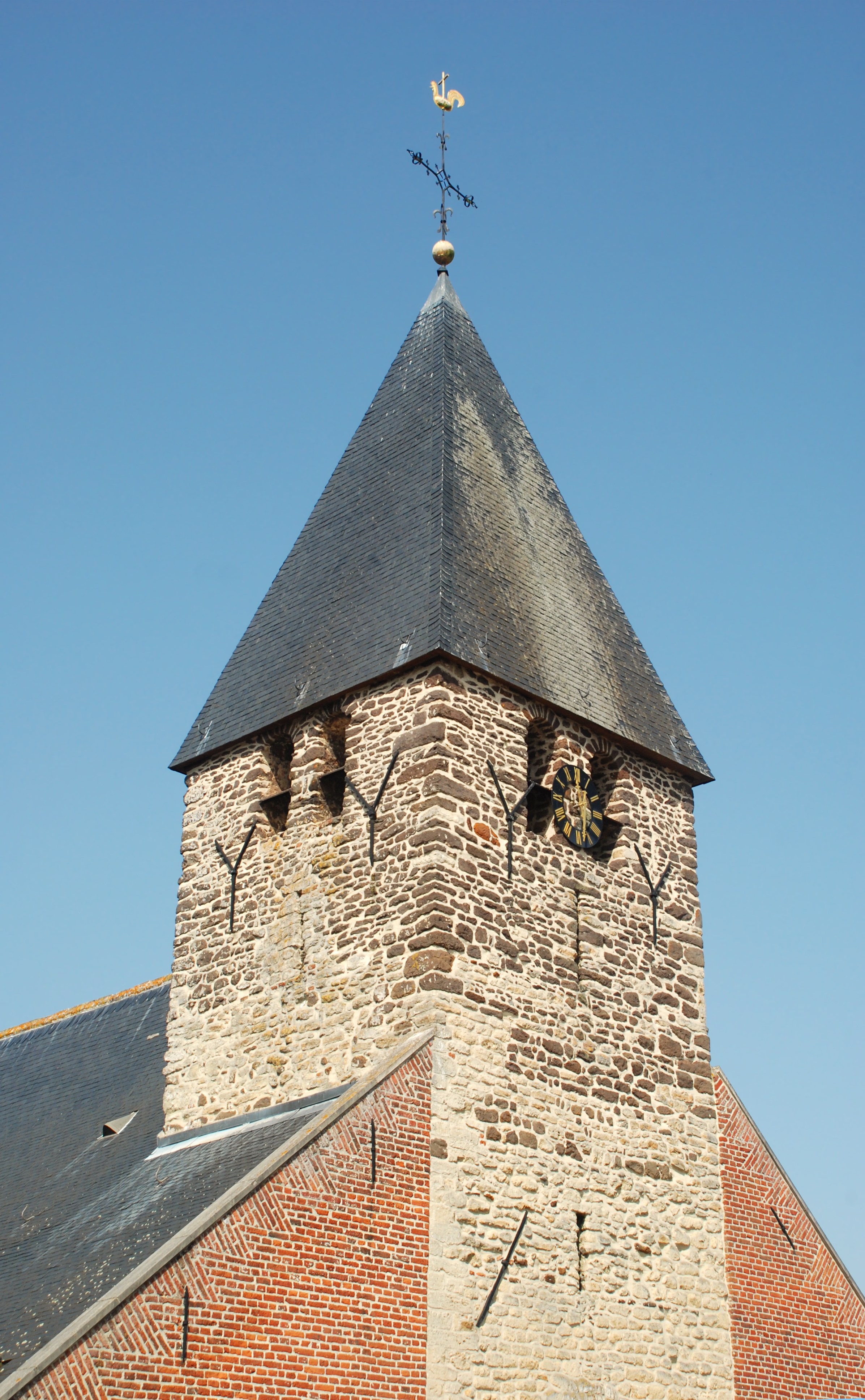
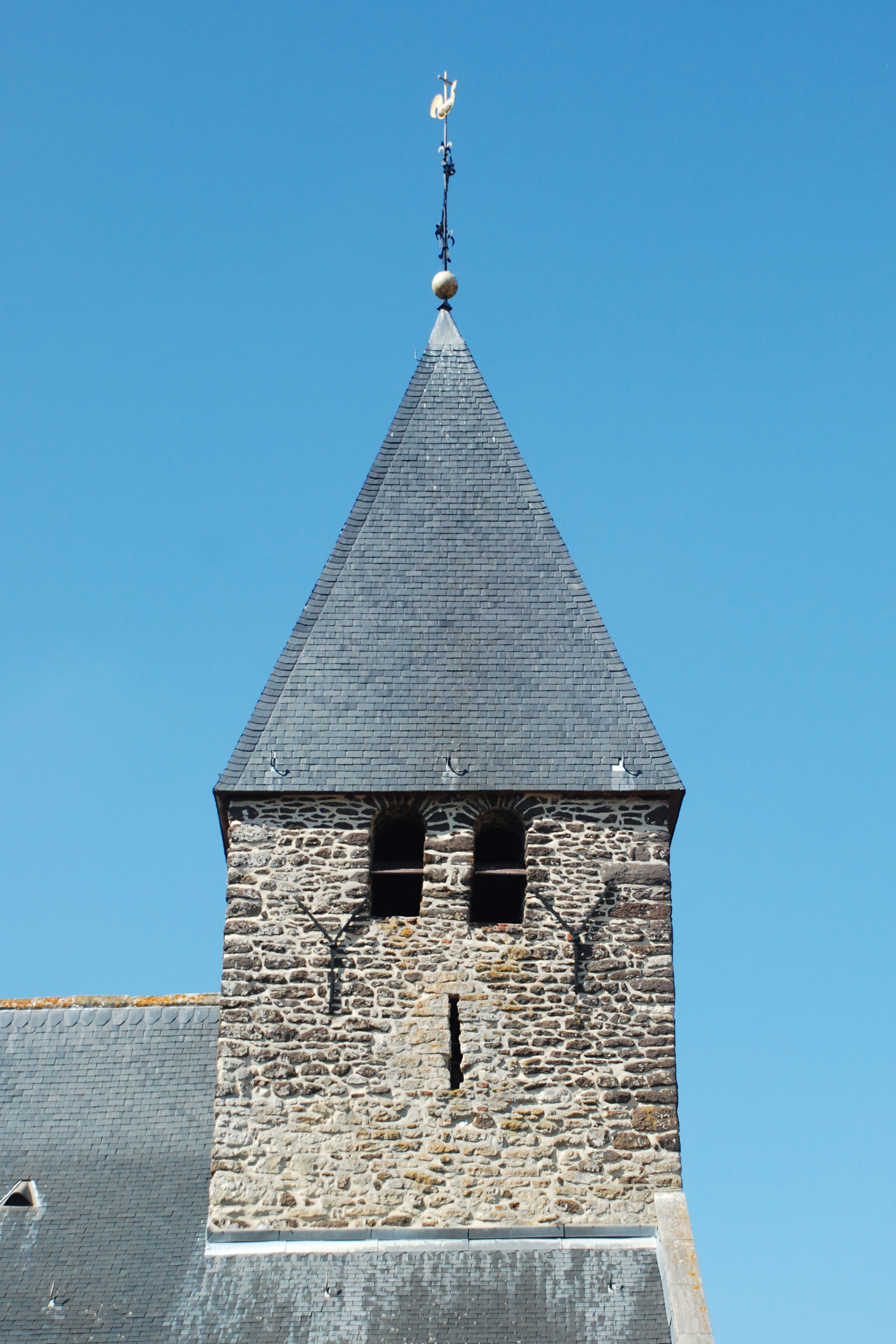

#### La nef et le chevet
La nef et les collatéraux de style classique (1758) sont réunis sous une même toiture.
Les collatéraux présentent chacun trois façades, séparées par de beaux chaînages d'angle en grès, tranchant nettement sur la brique rouge : deux petites façades aveugles, à l'est et à l'ouest, ainsi qu'une grande façade méridionale percée de quatre grandes fenêtres de style classique dont l'encadrement de grès est constitué de piédroits harpés supportant un linteau bombé.
Les collatéraux semblent avoir été prolongés ultérieurement pour enserre la tour, comme le montre le positionnement des chaînages à l'est des collatéraux, qui ne sont pas sur l'angle mais entre les collatéraux et la tour.
Le haut chevet de style classique, édifié à l'ouest (contrairement à la tradition qui veut que le chœur soit « orienté », c'est-à-dire dirigé vers l'est) par le curé J. Van Den Bruel en 1823, est percé de chaque côté de deux hautes fenêtres aux piédroits harpés, dont l'encadrement est fait de pierre bleue et non de grès comme les fenêtres des collatéraux.

Le chevet et la nef
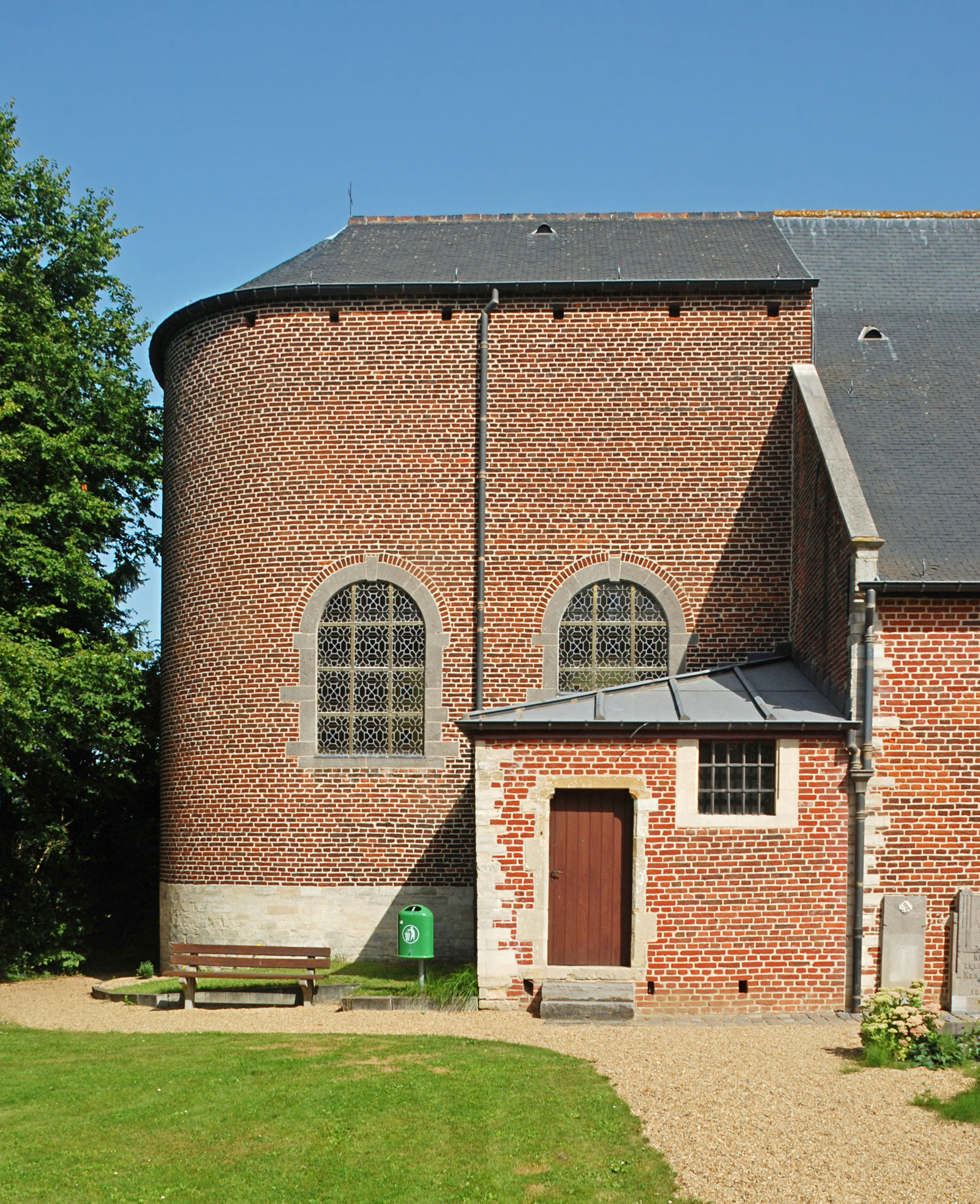
Le chevet.
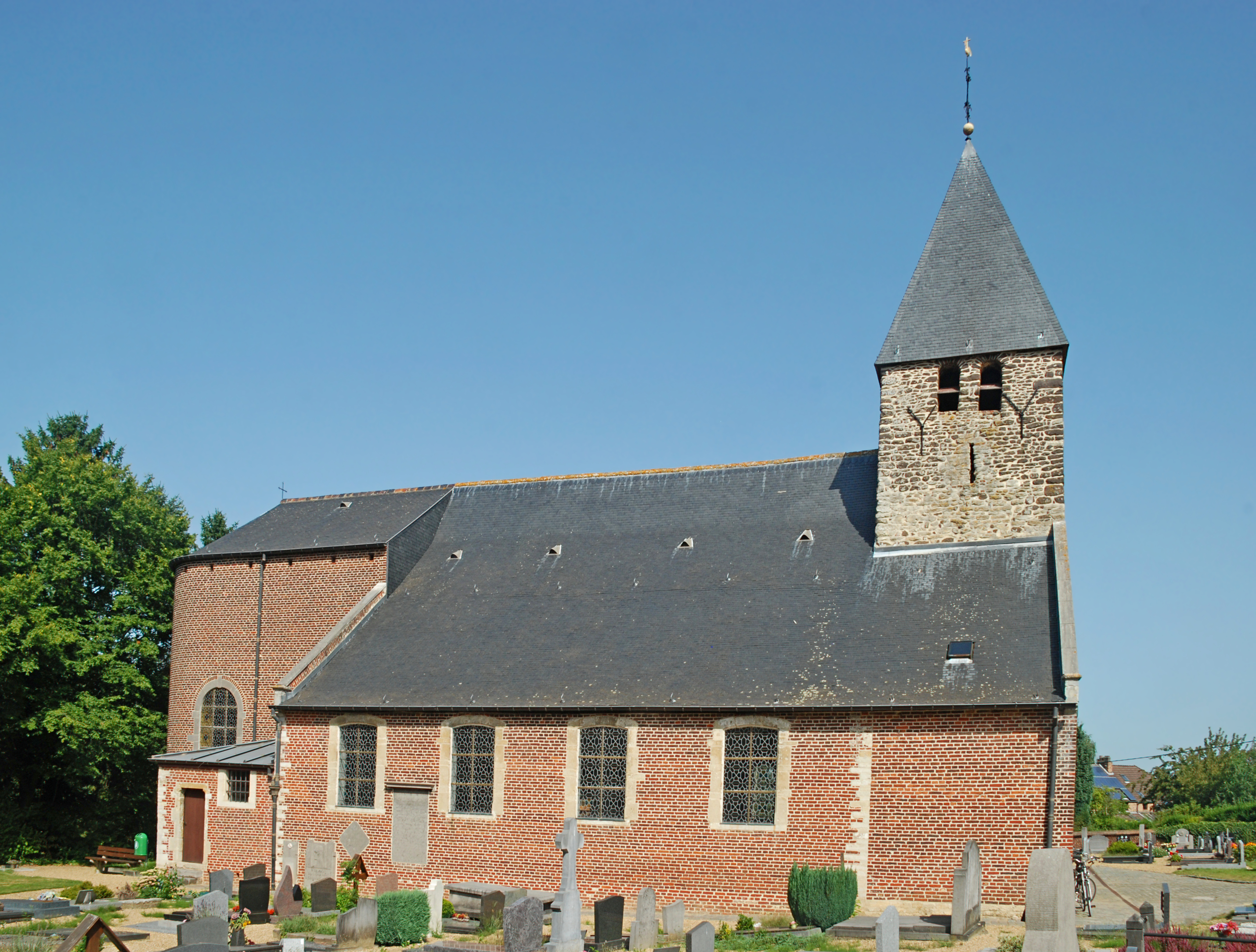
Vue globale.